# Timbriste
Le métier de timbriste consiste à fabriquer des tampons ou timbres.
Plusieurs méthodes sont utilisées (ordre croissant de qualité de fabrication) :

## La résine
Consiste à fabriquer un polymère souple (gravure en relief) et de découper celui-ci afin de créer une semelle. Ces tampons s'abîment très vite.

## Le laser
Consiste à usiner une plaque de caoutchouc vulcanisé par le biais d'un faisceau laser. Ce matériau poreux entraîne une consommation excessive d'encre.

## Le traditionnel
Consiste à créer un flan en creux à partir d'un polymère base métal ou de plomb, qui permettra de mouler une feuille de caoutchouc naturel par une pression de 200 bars et une température de 150 °C. Ce procédé est le plus adéquat à la fabrication de tampons.